# Fannia suturalis
Fannia suturalis är en tvåvingeart som beskrevs av Stein 1913. Fannia suturalis ingår i släktet Fannia och familjen takdansflugor. Inga underarter finns listade i Catalogue of Life.